# Ding Jianjun
Ding Jianjun (chinesisch 丁建军, Pinyin Dīng Jiànjūn; * 6. Oktober 1989) ist ein chinesischer Gewichtheber. Er wurde 2009 Weltmeister im Zweikampf im Federgewicht.

## Werdegang
Ding Jianjun lebt und trainiert in Fujian. Er betreibt schon seit einigen Jahren das Gewichtheben, wurde aber als Junior bei keinen internationalen Meisterschaften eingesetzt. Er ist z. Zt. Sportstudent und widmet sich neben seinem Studium nur dem Gewichtheben.
Zum ersten Mal trat er im Jahre 2008 in Erscheinung, als er bei der Universitäten-Weltmeisterschaft in Komotini/Griechenland am Start war und dort im Federgewicht mit 310 kg (140–170) vor Sardar Hasanov aus Aserbaidschan, 277,5 kg und Oleg Sirghi aus Moldawien, 260 kg gewann und klar überlegen war.
2009 belegte er bei der chinesischen Meisterschaft der Senioren im Federgewicht mit 317 kg (146–171) den 2. Platz hinter Yang Fan, der 326 kg (149–177) erzielte. Um Erfahrungen bei internationalen Meisterschaften zu gewinnen, wurde er danach bei der Asien-Meisterschaft in Taldykorgan/Kasachstan eingesetzt und siegte dort im Federgewicht mit 310 kg (141–169) vor Cha Kum Chol aus Nordkorea, 305 kg (140–165) und Yang Sheng Hsiung aus Taiwan, 288 kg. Zusammen mit Yang Fan ging er dann auch bei der Weltmeisterschaft in Goyang/Südkorea an den Start und konnte dabei mit 316 kg (146–170) Weltmeister werden. Den 2. Platz belegte Eko Yuli Irawan aus Indonesien, 315 kg (140–175) vor Yang Fan, der mit 314 kg (144–170) einige Kilos hinter seiner Leistung bei der chinesischen Meisterschaft blieb.

## Internationale Erfolge
| Jahr | Platz | Wettbewerb                                    | Gewichtsklasse | |
| 2008 | 1.    | Universitäten-WM in Komotini/Griechenland     | Feder          | mit 310 kg (140–170), vor Sardar Hasanov, Aserbaidschan, 277 kg (125–152) u. Oleg Sirghi, Moldawien, 260 kg (115–145) |
| 2009 | 1.    | Asien-Meisterschaft in Taldykorgan/Kasachstan | Feder          | mit 310 kg (141–169), vor Cha Kum Chol, Nordkorea, 305 kg (140–165) u. Yang Sheng Hsiung, Taiwan, 288 kg (128–160)    |
| 2009 | 1.    | WM in Goyang/Südkorea                         | Feder          | mit 316 kg (146–170), vor Eko Yuli Irawan, Indonesien, 315 kg (140–175) u. Yang Fan, China, 314 kg (144–170)          |

## WM-Einzelmedaillen
- WM-Goldmedaillen: 2009/Reißen

## Nationale Wettkämpfe
| Jahr | Platz | Wettbewerb                | Gewichtsklasse |                                                                                       |
| 2009 | 2.    | Chinesische Meisterschaft | Feder          | mit 317 kg (146–171), hinter Yang Fan, 326 kg (149–177), vor Qiu Le, 315 kg (140–175) |

## Erläuterungen
- alle Wettkämpfe im Zweikampf, bestehend aus Reißen und Stoßen,
- WM = Weltmeisterschaft,
- Federgewicht, Gewichtsklasse bis 62 kg Körpergewicht